# Tsewenalding
Tsewenalding, jedno od najjužnijih sela Hupa Indijanaca koje se nalazilo u Kaliforniji na istočnoj obali rijeke Trinity River između Takimitldinga i Totltsasdinga. Godine 1851. selo je imalo deset kuća. Broj stanovnika 1870. bio je 45, od čega 14 muškaraca i 31 žena.
Između 1866. i 1867. dolazi do nevolja između ovog i susjednog sela Takimitlding povezanih u vezi napada jednog američkog vojnika na ženu iz sela Tsewenalding, nakon kojega je ta žena vojnika ubila. Nedugo nakon toga, možda u vezi s ubijenim vojnikom, vojnici su ubili mladića iz sela Takimitlding, za što su njegovi stanovnici kao odgovornu držali ženu iz Tsewenaldinga. Uslijedio je rat između dva sela nakon kojega je prema nekima preostalo svega dvoje ljudi iz sela Tsewenalding